# Columbia (WLV-604)
Pour les articles homonymes, voir Columbia.
Le Columbia (WLV-604) (en anglais : United States lightship Columbia (WLV-604)) est un bateau-phare mis en service en 1951 pour l'United States Coast Guard dans l'embouchure du fleuve Columbia. Devenu navire-musée, il est exposé au sein du musée maritime du Columbia à Astoria en Oregon.
Il a été classé au registre national des lieux historiques le 17 février 1978  
et nommé National Historic Landmark le 20 décembre 1989 .

## Historique
Mis en service en 1951, le Columbia était le quatrième et dernier bateau-phare stationné à l'embouchure du fleuve Columbia. Construit par Rice Brothers Corporation (en) à Boothbay dans le Maine, Columbia a été lancé avec son navire-jumeau, Relief (WLV-605). Le nouveau WLV-604 a remplacé le navire vieillissant LV-93, qui était en service sur le fleuve Columbia depuis 1939. De 1892 à 1979, les navires-phares du fleuve Columbia ont guidé les navires à travers le Banc de sable du Columbia et une zone connue sous le nom de Cimetière du Pacifique. Le Columbia était le dernier bateau-phare à être mis hors service sur la côte ouest des États-Unis. Il a été remplacé par une bouée de navigation automatisée peu de temps après. La bouée a depuis été retirée.
En raison de son importance, la Garde côtière avait un équipage permanent de 18 hommes stationnés à bord, composé de 17 hommes enrôlés et d'un adjudant qui servait de capitaine de navire. Tout ce dont l'équipage avait besoin devait être à bord. En hiver, des semaines de mauvais temps ont empêché toute livraison de fournitures. La vie à bord du bateau-phare était marquée par de longues périodes de monotonie et d'ennui mêlées à des tempêtes violentes. L'équipage a travaillé des rotations de deux à quatre semaines, avec dix hommes en service à tout moment.

## Préservation
En 1978, le Columbia a été ajouté au registre national des lieux historiques. Il a été retiré du registre en 1983 en raison du déplacement de son emplacement historique. Il a été remis au registre en 1989 lorsqu'il a été déclaré monument historique national, répertorié sous le nom de Lightship WAL-604, "Columbia". 
Il est maintenant situé au musée maritime du Columbia, à côté de la bouée de navigation qui l'a remplacée en 1979. Le Sunset Amateur Radio Club a sa station de radio-amateur W7BU à son bord.

## Galerie

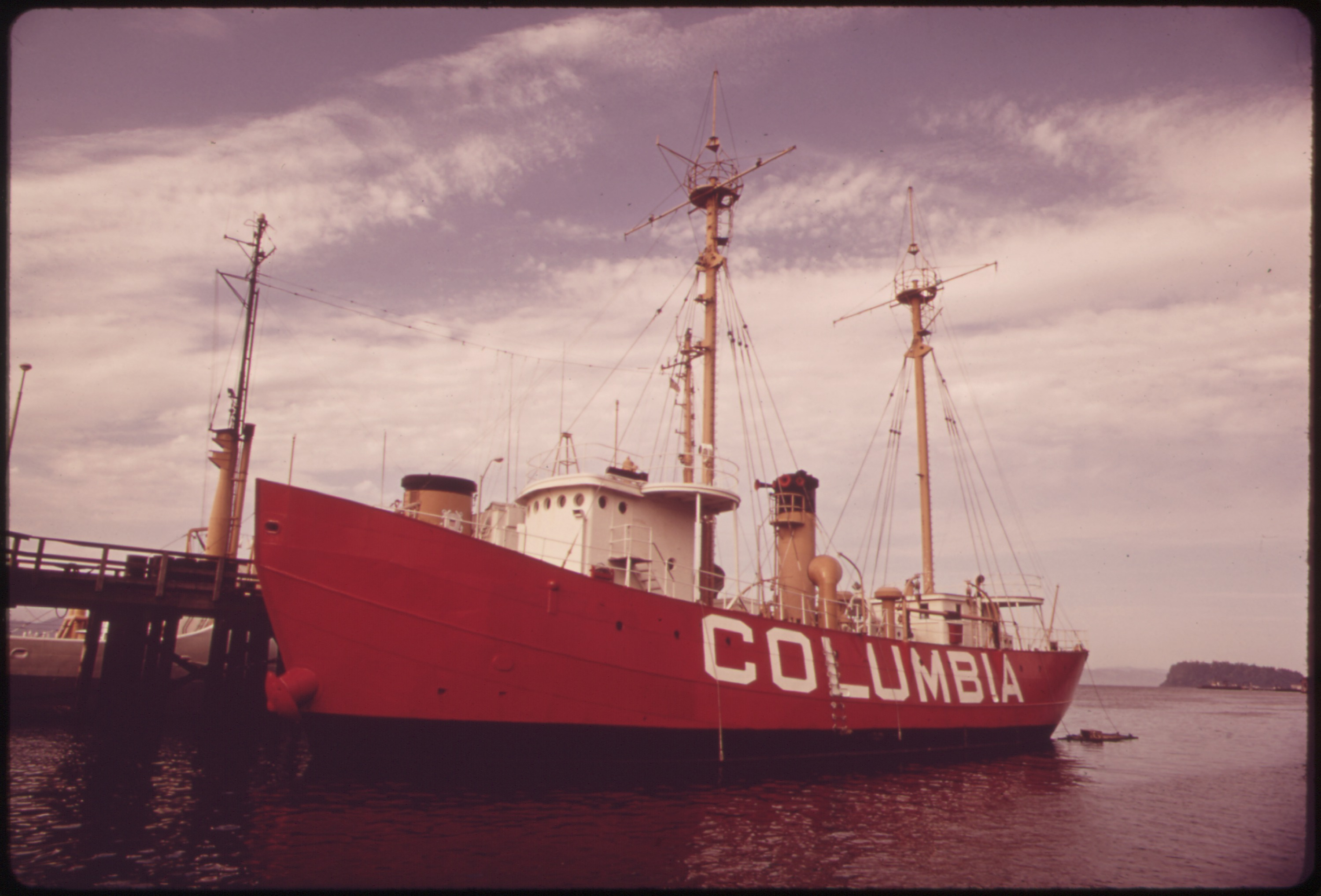
Columbia en 1950
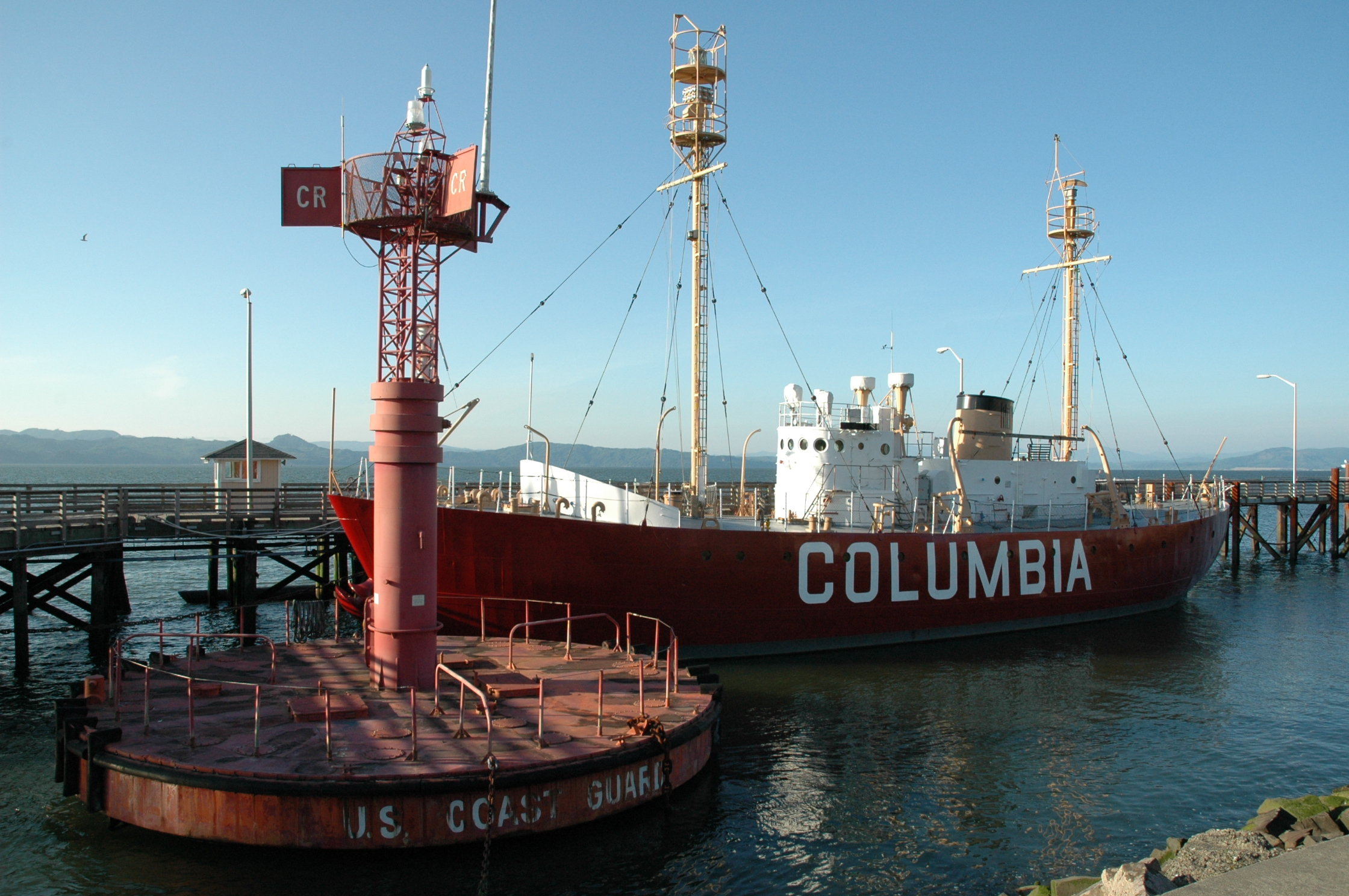
Le Columbia et la bouée de signalisation